# Сейтента (Канзас)
Сейтента (англ. Satanta) — місто (англ. city) в США, в окрузі Гаскелл штату Канзас. Населення — 1092 особи (2020).

## Географія
Сейтента розташована за координатами 37°26′16″ пн. ш. 100°59′15″ зх. д. / 37.43778° пн. ш. 100.98750° зх. д. (37.437905, -100.987579).  За даними Бюро перепису населення США в 2010 році місто мало площу 1,52 км², уся площа — суходіл. В 2017 році площа становила 1,59 км², уся площа — суходіл.

## Демографія
Згідно з переписом 2010 року, у місті мешкали 1133 особи в 424 домогосподарствах у складі 294 родин. Густота населення становила 747 осіб/км².  Було 460 помешкань (303/км²).
Расовий склад населення:
| - 81,6 % — білих - 0,8 % — чорних або афроамериканців - 0,8 % — азіатів - 0,7 % — корінних американців - 12,8 % — осіб інших рас |

До двох чи більше рас належало 3,3 %. Частка іспаномовних становила 35,1 % від усіх жителів.
За віковим діапазоном населення розподілялося таким чином: 29,0 % — особи молодші 18 років, 56,3 % — особи у віці 18—64 років, 14,7 % — особи у віці 65 років та старші. Медіана віку мешканця становила 37,0 року. На 100 осіб жіночої статі у місті припадало 97,0 чоловіків;  на 100 жінок у віці від 18 років та старших — 90,1 чоловіків також старших 18 років.
Середній дохід на одне домашнє господарство  становив 63 834 долари США (медіана — 53 750), а середній дохід на одну сім'ю — 65 945 доларів (медіана — 56 250). Медіана доходів становила 45 114 долари для чоловіків та 25 481 долар для жінок. За межею бідності перебувало 22,4 % осіб, у тому числі 30,7 % дітей у віці до 18 років та 19,7 % осіб у віці 65 років та старших.
Цивільне працевлаштоване населення становило 479 осіб. Основні галузі зайнятості: освіта, охорона здоров'я та соціальна допомога — 38,6 %, сільське господарство, лісництво, риболовля — 12,7 %, транспорт — 10,2 %, оптова торгівля — 8,4 %.